# Funcor-Munguia
L'equip Funcor-Munguia va ser un equip ciclista espanyol que competí entre 1961 i 1962.

## Principals resultats
- 1 etapa a la Volta a Catalunya: Juan María Uribezubia (1961)
- Volta a la Rioja: Carlos Echeverría (1962)
- Clàssica d'Ordizia: Sebastián Elorza (1962)
- 1 etapa a la Volta a Catalunya: Valentín Uriona (1962)

### A les grans voltes
- Volta a Espanya
  - 0 participacions
  - 0 victòria d'etapa:
  - 0 classificació final:
  - 0 classificacions secundàries:

- Tour de França
  - 0 participacions
  - 0 victòries d'etapa:
  - 0 classificació final:
  - 0 classificacions secundàries:

- Giro d'Itàlia
  - 0 participacions
  - 0 victòria d'etapa:
  - 0 classificació final:
  - 0 classificacions secundàries: